# Кадило

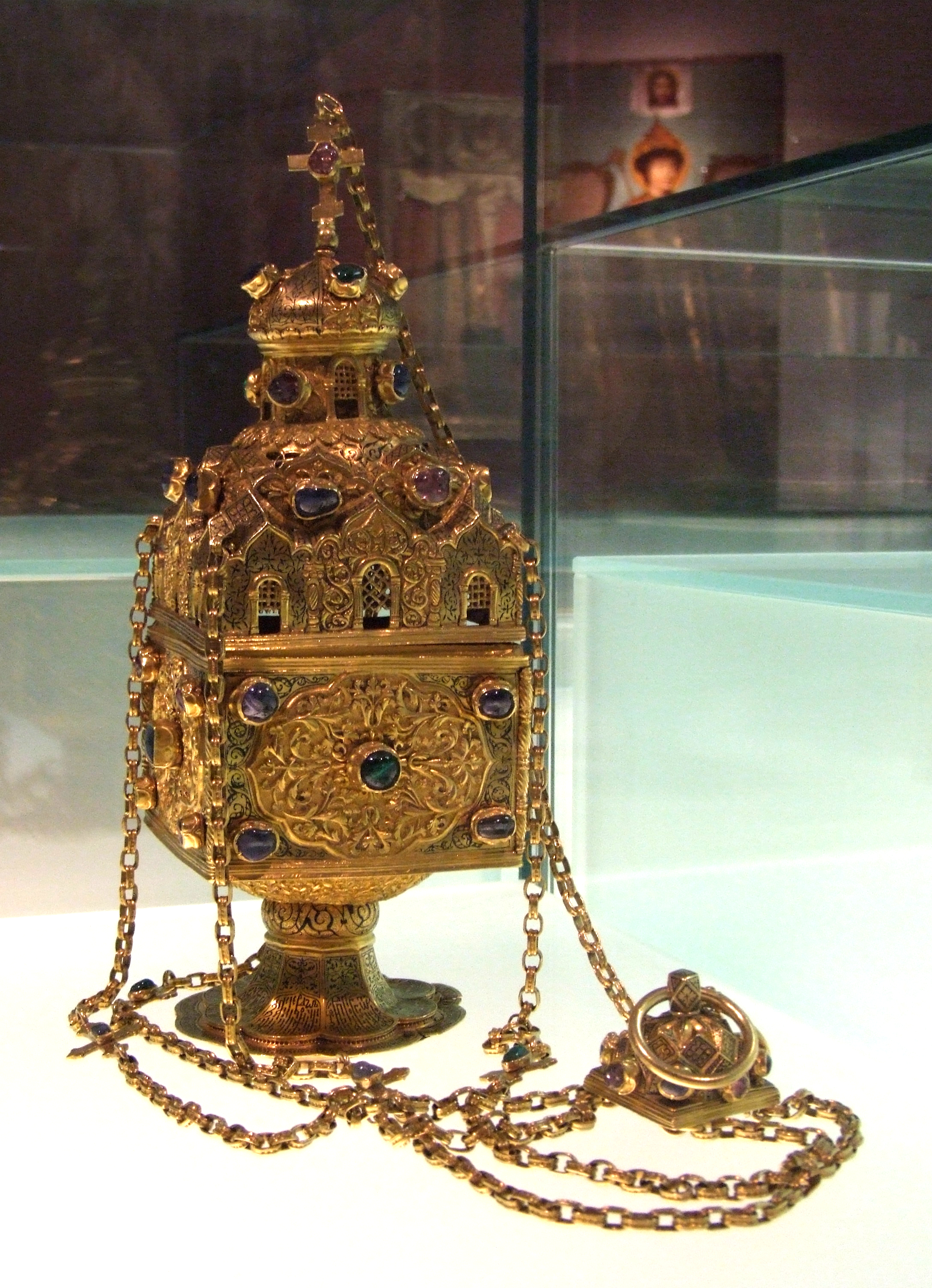
Інкрустоване кадило, 1616 рік. Подарунок царя Михайла Федоровича Троїце-Сергієвій лаврі.

Кади́ло, кади́льниця — металева посудина на довгих ланцюжках із прорізною накривкою для обкурювання пахощами простору, предметів і людей під час відправи християнського богослужіння.
Кадіння символізує силу, що відганяє злих духів (Тов. 8:2-3), славу Божу (2 Хр. 5:14), а дим, що піднімається від кадила, — піднесення молитов до Бога (Пс. 140:2).

## Історія
Початково в юдаїзмі це одна зі священних посудин скинії та храму, що використовувалася для кадіння фіміаму з особливо урочистих нагод. Спалення жертв перед Богом з'явилося у найдавніші часи — жертва праведного Авеля. Сам Господь у Старому Завіті наказав Мойсею зробити в скинії особливий жертовник для священного куріння ароматичних речовин (Вих. 30:1-9). Волхви, котрі прийшли поклонитися Христу, серед інших дарів принесли немовляті Ісусу ладан (Мт. 2:11). Євангеліст Іоанн Богослов описав видіння в Небесному храмі янгола, котрий приймає золоту кадильницю (Об. 8:3). 
Найстаріший зразок кадила на ланцюжках датується 1405 роком. Кадило набуло форми храму, що інтерпретується як прообраз Небесного Єрусалима. В іконографії кадило є атрибутом святих дияконів Лаврентія та Стефана. З кадилом зображується також юдейський первосвященник Аарон. У світській семіотиці кадило є алегорією Азії.

## Християнська традиція
У християнстві кадило також стало частиною церковного інвентарю, його використовують під час більшості релігійних заходів. Кадило розпалюють за допомогою розпеченого вугілля, на яке кладуть ладан — духмяну смолу східних дерев. Під час спалювання утворюється дим — фіміам. Існують церковні кадила (з ланцюжками, якими приєднуються до ручки) та келійні або домашні (з фіксованою ручкою збоку).
Богослужебне кадіння буває «повним», коли диякон чи священник з кадилом обходить весь храм, і «малим», коли кадять вівтар, іконостас і парафіян з амвона. Коли кадіння здійснюється перед священними предметами — іконами храму, воно призначене Богу, віддаючи йому належну почесть і хвалу. Коли ж кадіння звернене до людей, цим засвідчується, що Святий Дух сходить на християн, як таких, що «подібні до Бога». За східною традицією у відповідь на кадіння заведено кланятися.
Згідно з православною традицією, померлого диякона ховають з кадилом у руках.

## Різновиди

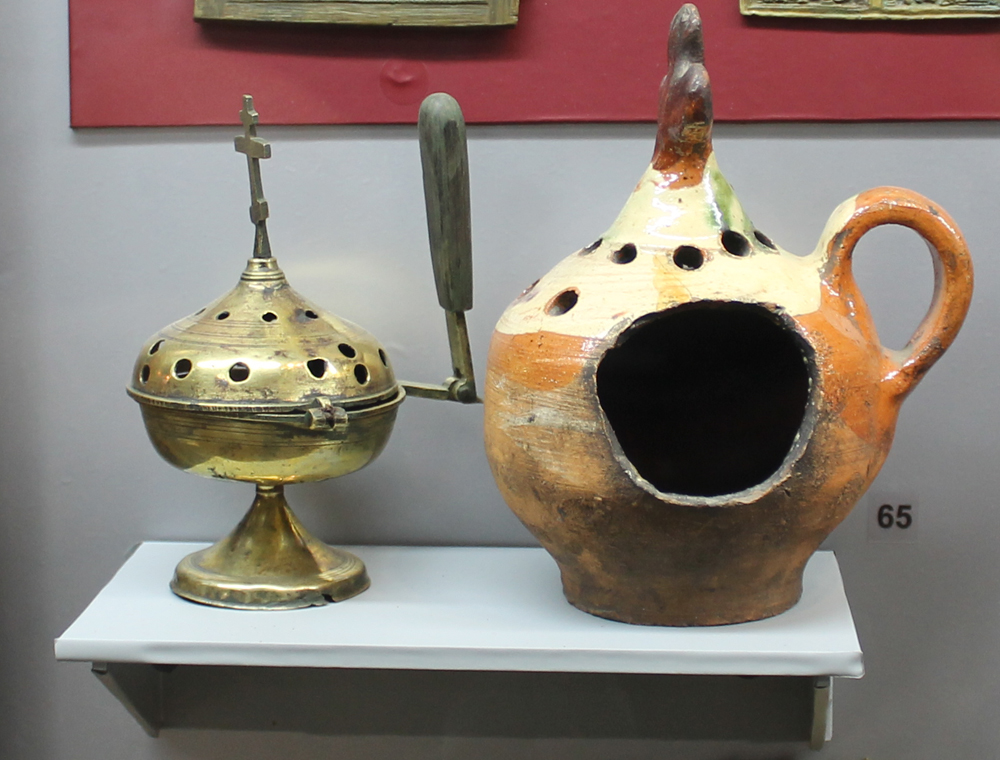
Два різновиди кацеї

Каце́я (кація, кацья) — давній вид кадила у вигляді ковша з довгою ручкою. Такі кадила існували на сході й на Русі до появи кадил на ланцюжках у XVII столітті.
Нині кацею використовують, якщо служба здійснюється мирянським чином, без священника, особливо старообрядцями-безпопівцями.
У давнину на Русі був звичай кадити свої будинки. Деякі віруючі відроджують цю традицію. При цьому використовують не кадило, яким користуються священнослужителі, а саме кацею. Обходячи кімнати в будинку і здійснюючи кадилом хресне знамення, промовляють 90-й і 100-й псалми, а також молитву «Нехай воскресне Бог і розвіються вороги Його» (з вечірнього молитовного правила).

## Цікаві факти
- Ботафумейро — найбільше у світі кадило, кріпиться канатами до стелі Компостельського собору в Галісії. Важить 80 кг та приводиться в дію шляхом розгойдування вісьмома служителями (tiraboleiros) в багряниці. Для наповнення цього кадила, яке під час руху розвиває швидкість до 60 км на годину, потрібно 40 кг вугілля й ладану.
- Слово «кадило» часто плутають із панікадилом — церковною люстрою. Таких помилок припускалися навіть відомі письменники, наприклад, Іван Тургенєв у своєму творі писав: «Ледь живий дячок вийшов з кухні, з труднощами роздуваючи ладан у старому мідному панікадилі».
- «Роздути кадило» в російській мові у переносному значенні означає розвернути якусь діяльність, розгорнутися[4].